# Service Delivery Platform
L'expression Service Delivery Platform abrégé en SDP et signifiant « plate-forme de prestation de services » fait référence à un ensemble de composants qui fournissent — par type de service de télécommunications — les fonctions de création d'utilisateur, de contrôle d'une session d'utilisation, de facturation de l'usage etc.
Il n'existe pas encore de définition standard de SDP au sein de l'industrie bien que le TMF travaille sur une définition des spécifications.
Les acteurs du marché ont aujourd'hui des définitions différentes des composantes dans leur ampleur et leur profondeur.
L'objectif commercial de l'application de SDP est de permettre le développement rapide et le déploiement de nouveaux services multimédias convergents, depuis la téléphonie jusqu'à des services complexes audio / vidéo-conférence pour les jeux multijoueurs par exemple.
Les constructeurs d'équipements de télécommunications comme Alcatel-Lucent, Avaya, Ericsson, Nokia Siemens Networks, Nortel ou Telcordia fournissent depuis le début des années 1990 des solutions d'intégration de leurs systèmes, pourtant ceux-ci ne sont pas toujours simples à assembler.
Les économies réalisées par l'emploi d'applications de voix sur IP en remplacement de systèmes de commutateurs téléphoniques propriétaires en particulier dans les entreprises a attiré l'attention de l'industrie sur l'intérêt de l'emploi de technologies standardisées. L'intérêt croissant pour ces environnements ouverts a également permis à des intégrateurs de systèmes informatiques comme Accenture, Alcatel-Lucent, IBM ou HP de fournir clé en main des systèmes basés sur des architectures ouvertes et offrant ces mêmes services.
Depuis, de nouveaux consortiums d'entreprises de produits logiciels de télécommunications sont apparus. En proposant ces logiciels pré-intégrés, les nouveaux acteurs offrent un nouveau moyen pour les opérateurs de créer une plate-forme SDP basée sur les fonctions clefs du produit comme une facturation ou une gestion de contenus partenaires unifiée.
Comme l'architecture SDP est au-delà des silos technologiques actuels, une fusion de plusieurs applications devient possible :
- Un utilisateur pourrait recevoir les appels vocaux de son téléphone mobile ou chatter via sa télévision à domicile ;
- Un client de vidéo à la demande pourrait regarder le film loué à son choix chez lui ou sur un téléphone mobile ;